# Haus Gwynedd
Das Haus Gwynedd ist die Familie der Könige von Gwynedd (Nordwales), die zeitweise ganz Wales beherrschte; von ihr stammen (in weiblicher Linie) die Tudor ab.
Die bekanntesten Mitglieder der Familie sind:
- Hywel Dda, regierte um 942–950
- Gruffydd ap Llywelyn, † 1063, regierte 1039–1063
- Rhys ap Tewdwr, regierte 1081–1093
- Llywelyn ap Iorwerth (Llywelyn der Große), † 1240, regierte 1194–1240,
- Dafydd ap Llywelyn, † 1246, regierte 1240–1246;
- Llywelyn ap Gruffydd, † 1282, regierte 1246–1282, sowie
- Nest ferch Rhys, Geliebte des englischen Königs Heinrich I.

## Stammliste

### Erste Generationen
1. Gwriad König der Isle of Man; ⚭ Ethil, Erbin von Gwynedd
  1. Merfyn Frych, † 844; ⚭ Nest ferch Cadell, Tochter von Cadell ap Brochfael König von Powys
    1. Rhodri der Große (Rhodri Mawr), † 878, regierte um 844–878, vereint fast ganz Wales; ⚭ Angharad, Tochter von Meurig, König von Ceredigion
      1. Anarawd, † 916, regierte 878–916 – Nachkommen siehe unten: ältere Linie
      2. Cadell, † um 909, regierte 878-um 909 – Nachkommen siehe unten: jüngere Linie
      3. 4 weitere Söhne

### Ältere Linie
1. Anarawd, † 916, regierte 878–916 – Vorfahren siehe oben
  1. Idwal Foel, † 942, regierte 916–942
    1. Iago, regierte 950–979, abgesetzt
    2. Ieuaf, † 988
      1. Hywel ap Ieuaf, regierte 979–985
        1. Cynan, regierte 999–1005

      2. Cadwallon, regierte 985–986

    3. Meurig, † 986
      1. Idwal, † 996
        1. Iago ap Idwal, regierte 1023–1039
          1. Cynan, im Exil in Irland; ⚭ Ragnhildr, Tochter von König Olaf von Dublin
            1. Gruffydd ap Cynan, regierte 1081–1137; ⚭ Angharad, † um 1162, Tochter von Owain ap Edwin
              1. Owain Gwynedd, † 1170, regierte 1137–1170; ⚭ I Gwladys Tochter von Llywarch ap Trahern; ⚭ II Christina, Tochter von Gronw ap Owain
                1. (I) Iorwerth Drwyndwn, † um 1174 – Nachkommen siehe unten
                2. (I) Maelgwn ab Owain
                3. (II) Dafydd ab Owain, regierte 1170–1194, † 1203; ⚭ Emma, uneheliche Tochter von Gottfried Plantagenet, Graf von Anjou (Plantagenet)
                4. (II) Rhodri ab Owain, † 1195, regierte 1175–1195; ⚭ NN, Tochter von Rhys ap Gruffydd (siehe unten)

              2. Gwenllian; ⚭ Gruffydd ap Rhys, † 1137 (siehe unten)
              3. 2 Söhne, 4 Töchter

    4. Rhodri, † 968

  2. Elisedd

### Jüngere Linie
1. Cadell, † um 909, regierte 878-um 909 – Vorfahren siehe oben
  1. Hywel Dda, regierte um 942–950; ⚭ Elen, Tochter von Llywarch ap Hyfaidd von Dyfed
    1. Owain ap Hywel, regierte um 954–988
      1. Cadwallon, † 966
      2. Einion, † 984
        1. Cadell
          1. Tewdr Mawr
            1. Rhys ap Tewdwr, regierte 1081–1093; ⚭ Gwladys, Tochter von Rhiwallon ap Cynfyn
              1. Gruffydd ap Rhys, † 1137, regierte 1135–1137; ⚭ Gwenllian, Tochter von Gruffydd ap Cynan (siehe oben)
                1. Rhys ap Gruffydd, † 1197, regierte 1170–1197; ⚭ Gwenllian, Tochter von Madog ap Maredudd
                  1. Tochter; ⚭ Rhodri ap Owain, † 1195 (siehe oben)
                  2. Gwenllian; ⚭ Ednyfed Fychan (Haus Tudor)

                2. 3 Söhne, 2 Töchter

              2. Sohn
              3. Nest ferch Rhys, Geliebte des englischen Königs Heinrich I.

      3. Idwallon, † 975
      4. Maredudd op Owain, † 999, regierte um 986–999
        1. Cadwallon, † 992
        2. Angharad; ⚭ I Llywelyn ap Seisyll, regierte 1018–1023, † 1023; ⚭ II Cynfyn; ⚭ III Gwerystan von Powys
          1. (I) Gruffydd ap Llywelyn, † 1063, regierte 1039–1063, Herrscher von ganz Wales; ⚭ Ealdgyth, Tochter von Ælfgar, Earl of Mercia
            1. Nest, Erbin; ⚭ Osbern FitzRichard
              1. Nest, Erbin; ⚭ Bernard de Neufmarché
                1. Sibylle, Erbin; ⚭ Miles de Gloucester, 1. Earl of Hereford
                  1. Bertha, Miterbin; ⚭ William de Braose, 3. Baron of Bramber
                    1. Reginald de Braose, † 1228; ⚭ Gwladus Ddu, Tochter von Llywelyn ap Iorwerth (Llywelyn Fawr, der Große, siehe unten)

            2. 2 Söhne

          2. (II) Rhiwallon, † 1073
          3. (II) Bleddyn ap Cynfyn, † 1075, regierte 1063–1075

    2. 2 weitere Söhne

  2. Clydog, † 920

### Die letzten Generationen
1. Iorwerth Drwyndwn, † um 1174 – Vorfahren siehe oben
  1. Llywelyn ap Iorwerth (Llywelyn Fawr, der Große), † 1240, regierte 1194–1240, Herrscher über ganz Wales; ⚭ I Tangwystl, Tochter von Llywarch Goch von Rhos; ⚭ II Joan, uneheliche Tochter von Johann Ohneland, König von England (Plantagenet)
    1. (I) Gruffydd, † 1244; ⚭ I Senena; ⚭ II Ragnhild, Tochter eines Königs der Isle of Man
      1. (I) Llywelyn ap Gruffydd, † 1282, regierte 1246–1282; ⚭ Eleanor de Montfort, Tochter von Simon de Montfort, 6. Earl of Leicester (Haus Montfort-l’Amaury)
        1. Gwenllian, † 1337, Nonne in Sempringham

      2. (II) 4 weitere Kinder

    2. (II) Dafydd ap Llywelyn, † 1246, regierte 1240–1246; ⚭ Isabella, Tochter von William de Braose, 7. Baron of Bramber
    3. (II) 2 Töchter
    4. (II) Gwladus Ddu, † 1251; ⚭ I Reginald de Braose, † 1228; ⚭ II Ralph de Mortimer, † 1246
    5. (II) Angharad; ⚭ Maelgwn Fychan, † 1257
      1. Eleanor; ⚭ Maredudd ap Owain, † 1265
        1. Owain, † 1275
          1. Llywelyn; † 1309; ⚭ Eleonore, Tochter von Heinrich III., Graf von Bar (Haus Scarponnois)
            1. Thomas, † um 1343; ⚭ Eleanor, Tochter von Philip Lord of Iscoed
              1. Margaret ⚭ Tudor Fychan, † 1367 (Haus Tudor)